# Destination (Album)
Destination ist das vierzehnte Studioalbum der deutschen Progressive-Rock- und Artrock-Band Eloy. Es erschien 1992 unter dem Label SPV.

## Musikstil
Nachdem in Bornemans Horus Sound Studio zahlreiche Alben von Heavy-Metal-Bands erfolgreich produzierte flossen diese Einflüsse auch in Destination ein, bei dem Keyboards zugunsten von rockigen Gitarrenriffs in den Hintergrund rückten. Erstmals wurde bei dem Titel über die Jungfrau von Orleans Jeanne d’Arc ein Chor bei einem Eloy-Album eingesetzt. Das Album thematisiert den Begriff Bestimmung im Sinne von Schicksal und Vorsehung, und dass alles Tun und Handeln der Menschen von ihrem persönlichen Schicksal geprägt ist, dem man nicht entrinnen kann.

## Entstehungsgeschichte
Ein Teil der Titel von wurde in Bornemanns Horus Sound Studio in Hannover und andere Teile in Gerlanchs Home Studio Gerlach in Berlin aufgenommen. Das Coverart, das Frauenportrait Astrologica im Stil des Giuseppe Arcimboldo stammt von Albert Belasco.

## Besetzung
- Frank Bornemann: E-Gitarre, Gitarre, Gesang
- Michael Gerlach: Keyboards, Synthesizer

### Gastmusiker
- Nico Baretta:  Schlagzeug
- Klaus-Peter Matziol: E-Bass (2, 5)
- Detlev Goy: E-Bass (1, 6, 8)
- Helge Engelke: E-Bass (3, 4), E-Gitarre (4), Akustikgitarre (6)
- Kai Steffen: Gitarre (5)
- Lenny McDowell: Flöte (1, 3)
- Sam Ryan: Begleitgesang (5)
- Chor (8)
- Peter Chrastina: Chroarrangement (8)

### Technik
- Produktion: Frank Bornemann
- Tontechnik: Gerhard „Anyway“ Wölfle, Fritz Hilpert

## Titelliste
Die Titel wurden von Frank Bornemann und Michael Gerlach geschrieben.
1. Call of the Wild – 7:01
2. Racing Shadows – 7:12
3. Destination – 7:41
4. Prisoner in Mind – 4:27
5. Silent Revolution – 7:55
6. Fire and Ice – 5:11
7. Eclipse of Mankind – 6:29
8. Jeanne d'Arc – 7:37

## Rezeption
Im Gegensatz zum Vorgänger Ra verfehlte das Album die offiziellen Charts, wurde jedoch von den Medien positiv aufgenommen.